# Dataintrångsaffären 2006
Dataintrångsaffären 2006 var ett politiskt skeende som inträffade under de två sista veckorna i den svenska valrörelsen 2006. Socialdemokratiska arbetarepartiet anklagade representanter för Folkpartiet för att ha gjort intrång i deras interna datanätverk och därvid ha kommit över känslig partiinformation. Anklagelserna visade sig delvis stämma.  

## Den polisiära upptakten
Söndagen den 3 september 2006, klockan 20.41.51, kontaktades Rikskriminalpolisen (RKP) av Säkerhetspolisen (Säpo) som berättade att Socialdemokraterna hade blivit utsatta för ett dataintrång i sitt interna datanätverk SAP-net. RKP:s ledningscentral kontaktade biträdande RKP-chefen Christer Ekberg, som i sin tur kontaktade chefen för RKP, Therese Matsson. Tjugo minuter senare begav sig en representant för Säpo till det socialdemokratiska högkvarteret på Sveavägen i Stockholm tillsammans med en kriminalinspektör vid RKP:s IT-brottsrotel för att ta upp en polisanmälan. Anmälare var formellt Socialdemokraternas partikassör Tommy Ohlström. 
Anmälan gick ut på att datorer, som av IP-adresserna att döma tillhörde Folkpartiet, hade använts för att olovligen ta sig in i partiets känsligaste datanätverk som enbart 26 höga partifunktionärer hade tillgång till. Intrången skulle ha skett med hjälp av stulna inloggningsuppgifter. En stor del av den datatekniska undersökningen hade redan gjorts av IT-säkerhetskonsulter som hade anlitats av Socialdemokraterna.
Klockan 23.20 beslutade jourhavande åklagare Carita Liljeström att förundersökning avseende dataintrång skulle inledas. Säpo och RKP gjorde framställan om att åklagaren skulle fatta beslut om omedelbar husrannsakan, men åklagaren avslog framställan. Dagen därpå genomfördes husrannsakningarna och en omfattande utredning med både förhör och datatekniska undersökningar påbörjades.

## Den mediala upptakten
Sent på söndagskvällen den 3 september 2006 kallade Socialdemokraterna till presskonferens för att meddela att de hade polisanmält företrädare för Folkpartiet för dataintrånget. Vid presskonferensen meddelade Socialdemokraterna att folkpartister haft tillgång till en hög S-funktionärs inloggningsuppgifter och att 78 intrång hade skett mellan januari och mars. De inloggningsuppgifter som hade använts hade givit de politiska motståndarna obegränsad tillgång till Socialdemokraternas mest interna och konfidentiella information.
Folkpartiets partisekreterare Johan Jakobsson förklarade senare för medierna att uppgifterna var helt nya för både honom och den övriga partiledningen. Dagen därpå trädde Liberala ungdomsförbundets (LUF) pressekreterare Per Jodenius fram och medgav att han var en av dem som hade kommit över inloggningsuppgifterna och använt dessa för att logga in på SAP-net. Han meddelade att han hade fått uppgifterna av en annan representant för LUF som i sin tur hävdade att en god vän, tillika politisk motståndare inom Socialdemokratiska ungdomsförbundet (SSU), lämnat uppgifterna till honom. Samma dag genomförde polisen husrannsakan hemma hos Per Jodenius och på Folkpartiets kansli. Jodenius och LUF-kollegan lämnade sina poster med omedelbar verkan.
Den 5 september nådde affären Folkpartiets ledning då det framkom att partisekreteraren Johan Jakobsson de facto hade känt till dataintrången. Han uppgav själv att han redan den 15 mars hade fått information om att inloggningsuppgifter till SAP-net cirkulerade bland folkpartister och att han den 15 mars hade givit Jodenius order om att upphöra med alla intrång. Han hade också uppmanat Jodenius att göra saken publik genom att gå till en journalist.
Johan Jakobsson delgavs misstanke om brott och lämnade sin post. Det visade sig att även presschefen Niki Westerberg hade känt till intrången sedan början av året och även hon delgavs misstanke om brott. 
Den 6 september framkom att Expressens inrikespolitiske reporter Niklas Svensson också hade varit i besittning av inloggningsuppgifterna och loggat in på SAP-net vid ett antal tillfällen. Svensson delgavs misstanke om brott. Ytterligare ett par folkpartister drogs in i affären men partiordföranden, Lars Leijonborg, nekade till att ha känt till någonting av det inträffade.

## Det rättsliga efterspelet
Den 28 november lämnade vice chefsåklagare Per Lindqvist in sin stämningsansökan till Stockholms tingsrätt. Totalt åtalades sex personer: Folkpartiets partisekreterare Johan Jakobsson, presschefen Niki Westerberg, Per Jodenius och Nicklas Lagerlöf från Liberala ungdomsförbundet, Expressenjournalisten Niklas Svensson och SSU-ombudsmannen Niklas Sörman. Huvudbrottet för åtalet var dataintrång, men Niki Westerberg och Johan Jakobsson åtalades för anstiftan till dataintrång. Åklagarens bevisning utgjordes till stor del av erkännanden och medgivanden i sak.
Den 27 april 2007 föll domen i Stockholms tingsrätt: Journalisten Niklas Svensson, SSU-ombudsmannen Niklas Sörman och LUF-representanten Per Jodenius fälldes till ansvar för dataintrång. Straffet blev dagsböter. Nicklas Lagerlöf friades eftersom det bara kunde bevisas att han varit inloggad på SAP-net vid ett tillfälle. Folkpartisterna Niki Westerberg och Johan Jakobsson friades på grund av bristande bevisning.

## Kritik mot den rättsliga hanteringen
Efter de friande domarna riktade journalisterna Hans Bergström, Anders Isaksson och Stefan Wahlberg kritik mot den rättsliga hanteringen av det som de kallade "en uppenbar särbehandling av det regeringsbärande partiet som målsägande". 
Den 22 september 2006 redogjorde Stefan Wahlberg i en kolumn i tidningen Metro för det faktiska sakläget när det gäller brottet dataintrång. Han utvecklade senare sin analys i tidningen Medievärlden den 4 maj 2007. Med anledning av detta lämnade Hans Bergström och Anders Isaksson den 1 juni 2007 in en anmälan till justitiekanslern (JK) och begärde att rättsväsendets agerande i dataintrångsaffären skulle utredas. Justitiekanslern Göran Lambertz inledde en utredning kring fallet men valde senare under sommaren att lägga ner denna.
I april 2008 presenterade Stefan Wahlberg rapporten Ett oavvisligt allmänintresse - om mediedrev och politiska affärer (Timbro) som till stor del handlar om den rättsliga och massmediala hanteringen av dataintrångsaffären.

## Händelseutvecklingen i datum
- 3 september 2006 – Affären avslöjades av tidningen Dagens Industri.[6][7] Klockan 23.30 höll Socialdemokraterna en presskonferens.[8] Det avslöjades att en eller flera personer med anknytning till Folkpartiet på genom att använda användarvändarnamnet och lösenordet "sigge"[9] vid ett flertal tillfällen hade lyckats logga in på Socialdemokraternas intranät, SAPnet, och kommit över hemlig information.
  - Folkpartiets partisekreterare Johan Jakobsson berättade för Lars Leijonborg att han känt till intrången sedan i mars.[10][11]
- 4 september 2006 – Liberala ungdomsförbundets pressekreterare Per Jodenius erkände att det var han som stått för intrången. Jodenius fick genast sparken. Under eftermiddagen framkom också att Nicklas Lagerlöf, riksdagskandidat på tredjeplatsen på Folkpartiets lista i Skaraborg, känt till och använt inloggningsuppgifterna.
  - Lars Leijonborg förnekade att någon i partiledningen har haft tillgång till informationen.[10][11]
- 5 september 2006 – Polisen gjorde husrannsakan på Folkpartiets kansli i Stockholm. 
  - Niki Westerberg, presschef på Folkpartiet, blev också misstänkt och tog "timeout".[12]
  - Niklas Sörman  (s) anmälde Lagerlöf för förtal efter att han påstått att det var Sörman som läckt ut lösenordet till socialdemokraternas interna nät SAPnet.
  - Johan Jakobsson avgick som partisekreterare för Folkpartiet, sedan det framkommit att han redan i mars samma år känt till att Liberala ungdomsförbundets pressekreterare Per Jodenius haft tillgång till hemliga inloggningsuppgifter till Socialdemokraternas intranät. Jakobsson ska då, enligt egen uppgift, ha kontaktat Jodenius för att förmå denne att gå ut i pressen med uppgifterna, något som dock rann ut i sanden.
  - Lars Leijonborg uppgav att han den 3 september informerades av Johan Jakobsson att denne känt till intrången sedan i mars.[10][11]
- 6 september 2006 – Expressens politiske reporter, Niklas Svensson, stängdes av från sitt arbete efter att han erkänt intrång i datanätet.[13]
- 11 september 2006 – Per Jodenius hävdade i polisförhör att Niklas Svensson fått uppgifterna av Folkpartiet för att söka efter socialdemokratiska skandaler. "Det är helt korrekt. Lars Leijonborg och Johan Jakobsson ljuger", sa Niklas Svensson.[14]
- 24 september 2006 – Per Jodenius sa i SVT:s program Agenda att han av Johan Jakobsson hade lovats ett jobb och en resa för att vara iväg så länge frågan var i hetluften, om han höll tyst och tog på sig skulden.
- 26 september 2006 – Johan Jakobsson delgavs misstanke om anstiftan till dataintrång.[15]
- 29 september 2006 – Niklas Sörman, SSU-ombudsman, delgavs misstanke om brott; Han misstänktes för att ha loggat in på SAPnet med en annan ombudsmans kod.[16]
- 3 oktober 2006 – Niklas Sörman medgav att han känt till lösenordet till SAPnet och att han vid ett samtal 2005 nämnt lösenordet i skämtsamma ordalag för Nicklas Lagerlöf, LUF.[17]
- 28 november 2006 – Samtliga sex misstänkta åtalades av Stockholms tingsrätt.[18]
- 10 april - 11 april 2007 – Rättegång hölls mot Niklas Sörman, Per Jodenius, Niklas Svensson, Johan Jakobsson, Niki Westerberg och Nicklas Lagerlöf.[19] Jodenius erkände att han vid cirka 130 tillfällen mellan 13 januari 2006 och 24 augusti 2006 hade tagit sig in på Socialdemokraternas SAPnet, och att han uppmuntrats till detta av bland andra Niki Westerberg.[20]
- 27 april 2007 – Stockholms tingsrätt dömde Per Jodenius, Niklas Svensson och Niklas Sörman till att betala dagsböter. Johan Jakobsson, Niki Westerberg och Nicklas Lagerlöf friades.[21]